# Jan Józef Kasprzyk
Jan Józef Kasprzyk (ur. 12 marca 1975 w Warszawie) – polski historyk, urzędnik państwowy, publicysta, działacz społeczny i samorządowiec, w latach 2016–2017 p.o. szefa, a w latach 2017–2024 szef Urzędu do Spraw Kombatantów i Osób Represjonowanych, od 2025 doradca Prezydenta RP.

## Życiorys
Ukończył studia na Wydziale Historycznym Uniwersytetu Warszawskiego, odbył także wyższy kurs obronny w Akademii Obrony Narodowej. Został doktorantem Uniwersytetu Kardynała Stefana Wyszyńskiego w Warszawie.
Pracował jako dziennikarz w katolickim Radiu Warszawa, był redaktorem w „Przeglądzie Historyczno-Wojskowym”. Publikował na łamach „Naszego Dziennika”, „Gazety Polskiej”, „Polski Zbrojnej”, „Mówią wieki”, Niedziela(czasopismo), tworzył także audycje historyczne dla Radia Maryja i Telewizji Trwam. 
Jest autorem publikacji prasowych i książkowych poświęconych m.in. II Rzeczypospolitej, jednym z autorów haseł w Encyklopedii „Białych Plam”, współautorem (m.in. z Wiesławem Wysockim) albumu Legiony Polskie 1914–1918, albumu Józef Piłsudski. Służba Ojczyźnie oraz (wspólnie m.in. z Andrzejem Nowakiem (historyk), Janem Żarynem i Januszem Odziemkowskim) monumentalnej pracy Wojna z bolszewicką Rosją 1919–1920 Organizator wystaw, konkursów, spektakli plenerowych i teatralnych oraz rekonstrukcji historycznych poświęconych najnowszej historii Polski. Wspólnie z Januszem Zakrzeńskim był organizatorem widowisk historycznych poświęconych Józefowi Piłsudskiemu. Był także wykładowcą Akademii Dobrych Obyczajów założonej przez Janusza Zakrzeńskiego oraz aktorem Naszego Teatru.
W wyborach samorządowych w 1998 bezskutecznie ubiegał się o mandat radnego stołecznej dzielnicy Ochota z listy komitetu Samorząd Obywatelski i Międzyparafialny. Następnie wstąpił do Prawa i Sprawiedliwości. W wyborach samorządowych 2002, 2006, 2010, 2014,  2018 i 2024 był z ramienia tego ugrupowania wybierany do rady dzielnicy Ochota. W latach 2005–2006 był przewodniczącym rady dzielnicy, następnie został jej wiceprzewodniczącym. 
Od 1998 prezes Związku Piłsudczyków. Od 1999 do 2014 był komendantem Marszu Szlakiem I Kompanii Kadrowej (od 2014 jest honorowym komendantem Marszu), a w latach 2002–2008 komendantem głównym Związku Strzeleckiego „Strzelec” Organizacji Społeczno-Wychowawczej. Jest także wiceprezesem Instytutu Józefa Piłsudskiego Poświęconego Badaniu Najnowszej Historii Polski.
Był doradcą i rzecznikiem prasowym ministra kultury i dziedzictwa narodowego Kazimierza Michała Ujazdowskiego (2006–2007). W 2008 pełnił funkcję koordynatora obchodów ustanowionego przez Sejm Roku Zbigniewa Herberta. Od 2009 pracował w Sekretariacie Naukowym w Bibliotece Narodowej. W 2014 r. koordynował krajowe obchody Setnej Rocznicy Czynu Legionowego.
W latach 2015–2017 zastępca szefa Urzędu do Spraw Kombatantów i Osób Represjonowanych, w tym w latach 2016–2017 p.o. szef urzędu. W latach 2017–2024 szef urzędu powołany przez prezes Rady Ministrów Beatę Szydło. Był organizatorem patriotycznych uroczystości rocznicowych w kraju i poza granicami (m.in. we Włoszech, Belgii, Holandii, Wielkiej Brytanii, Izraelu, Litwie i na Ukrainie) i współautorem polityki historycznej prowadzonej przez rząd RP od 2015. Był autorem wielu programów socjalnych i pomocowych adresowanych do kombatantów i osób represjonowanych, a także do działaczy opozycji antykomunistycznej.
Od 2017 jest członkiem komitetu obchodów Setnej Rocznicy Odzyskania przez Polskę Niepodległości przy Prezydencie RP. W 2020 powołany przez Ministra Sprawiedliwości w skład Rady Muzeum Żołnierzy Wyklętych i Więźniów Politycznych PRL, a w 2022 przez Ministerstwo Kultury i Dziedzictwa Narodowego w skład Rady Muzeum Józefa Piłsudskiego w Sulejówku. W 2024 został doradcą prezesa Instytutu Pamięci Narodowej. W sierpniu 2025 został doradcą prezydenta RP.

## Odznaczenia
- Krzyż Oficerski Orderu Odrodzenia Polski (2024)[18]
- Srebrny Krzyż Zasługi – 2007[19]
- Medal Stulecia Odzyskanej Niepodległości – 2019[20]
- Medal „Pro Memoria”[1]
- Medal „Pro Patria”[1]
- Złoty Medal „Opiekun Miejsc Pamięci Narodowej”[1]
- Medal 100-lecia ustanowienia Sztabu Generalnego Wojska Polskiego – 2018[21]
- Medal Komisji Edukacji Narodowej – 2021[22]
- Brązowy Medal "Za zasługi dla Policji" – 2022[23]
- Odznaka Honorowa za Zasługi dla Polonii i Polaków za Granicą – 2023[24]
- Złoty Medal Reipublicae Memoriae Meritum – 2023[25]
- Złoty Medal „Za zasługi dla obronności kraju” – 2023[26]
- Medal 100-lecia EDW „Soli Deo Gloria” – 2020[27]
- Odznaka Honorowa oraz Medal Pamiątkowy „Kustosza Tradycji, Chwały i Sławy Oręża Polskiego” – 2008[28]
- Medal "Za Zasługi dla Światowego Związku Żołnierzy Armii Krajowej"
- Odznaka „Honoris Gratia”
- Krzyż Poległym i Pomordowanym na Wschodzie – 2023[26]
- Krzyż Komandorski Biskupa Polowego Deo et Patriae (Nr 15 - 2024) – 2024[29][30]

## Wyróżnienia
- Nagroda Miasta Kielce[2]
- honorowy członek Polskiego Towarzystwa Sprawiedliwych Wśród Narodów Świata
- tytuł 'Człowiek Roku' wydawanego w Wielkiej Brytanii Tygodnia Polskiego – 2018[31]